# Papowo Biskupie
Papowo Biskupie (en allemand Bischöflich Papau) est un village de Pologne situé en Couïavie-Poméranie, chef-lieu de la gmina (commune) de Papowo Biskupie.

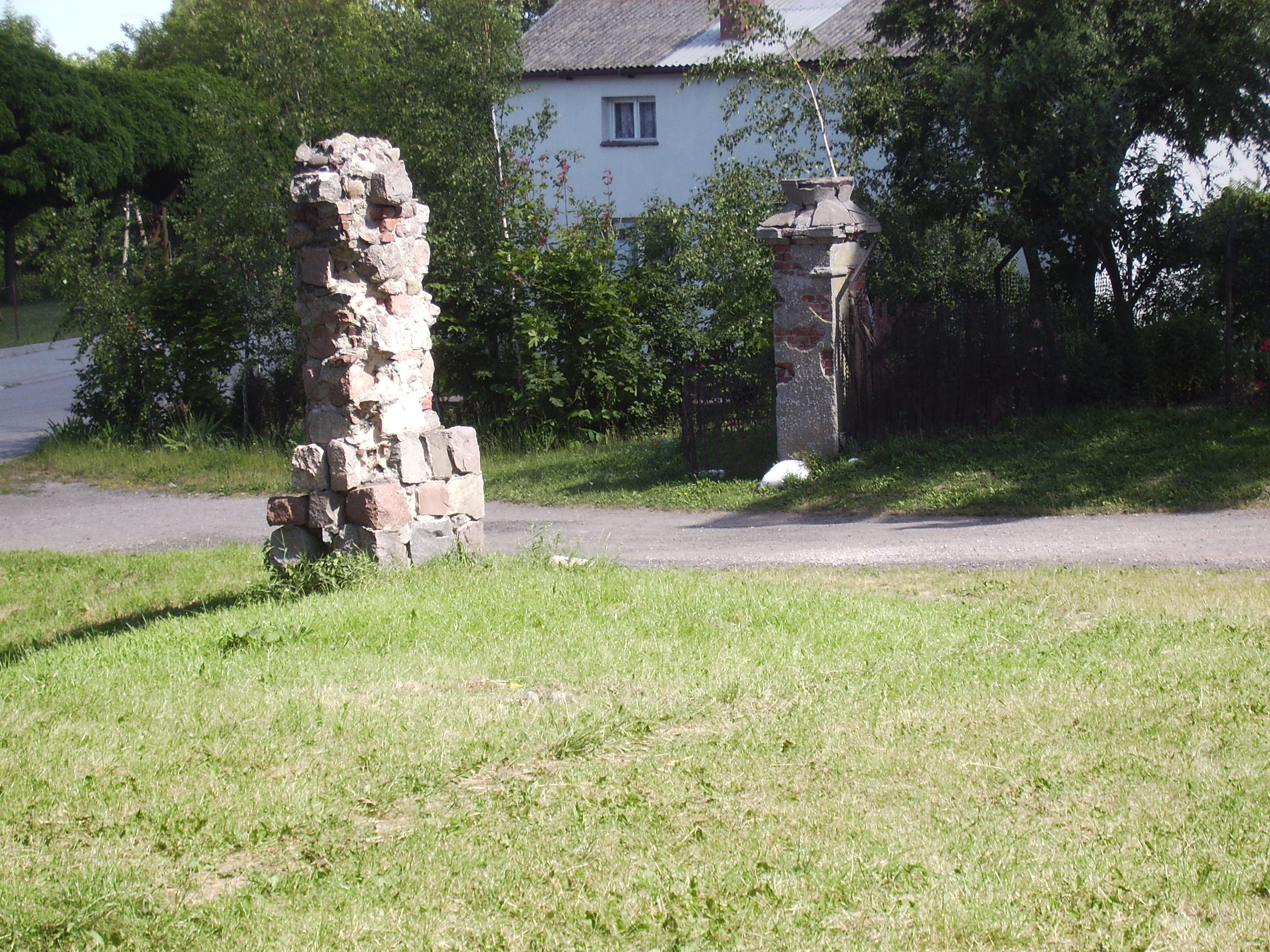

Plaque d'immatriculation: CCH.

## Source
- (pl) Waldemar Rodzynski, Zarys dziejów gminy Papowo Biskupie, 1996